# Segunda División de Costa Rica 2006-07
La temporada 2006-07 de la Segunda División de Costa Rica fue la edición 85° del torneo de liga de fútbol de dicho país, iniciando en agosto de 2006 y finalizando en mayo de 2007.
La Universidad de Costa Rica ganó las finales de los torneos de Apertura y Clausura, por lo que evitó disputar una final nacional por el ascenso.

## Sistema de competición
El torneo de la Segunda División está conformado en dos partes:
- Fase de clasificación: Se integra por las 14 jornadas del torneo.
- Fase cuadrangular: Se integra por los dos clubes mejor ubicados de cada grupo.
- Fase final: Se integra por los dos mejores clubes de las cuadrangulares.

### Fase de clasificación
En la fase de clasificación se observará el sistema de puntos. La ubicación en la tabla general está sujeta a lo siguiente:
- Por juego ganado se obtendrán tres puntos.
- Por juego empatado se obtendrá un punto.
- Por juego perdido no se otorgan puntos.

En esta fase participan los 22 clubes de la Segunda División jugando en cada torneo todos contra todos durante las 14 jornadas respectivas, a visita recíproca.
El orden de los clubes al final de la fase de calificación del torneo corresponderá a la suma de los puntos obtenidos por cada uno de ellos y se presentará en forma descendente. Si al finalizar las 14 jornadas del torneo, dos o más clubes estuviesen empatados en puntos, su posición en la tabla general será determinada atendiendo a los siguientes criterios de desempate:
1. Mayor diferencia positiva general de goles. Este resultado se obtiene mediante la sumatoria de los goles anotados a todos los rivales, en cada campeonato menos los goles recibidos de estos.
2. Mayor cantidad de goles a favor, anotados a todos los rivales dentro de la misma competencia.
3. Mejor puntuación particular que hayan conseguido en las confrontaciones particulares entre ellos mismos.
4. Mayor diferencia positiva particular de goles, la cual se obtiene sumando los goles de los equipos empatados y restándole los goles recibidos.
5. Mayor cantidad de goles a favor que hayan conseguido en las confrontaciones entre ellos mismos.
6. Como última alternativa, el ente organizador realizaría un sorteo para el desempate.

### Fase cuadrangular
Al término de las 14 jornadas en la primera fase, los dos equipos mejores ubicados de cada grupo, más los dos mejores terceros disputan la cuadrangular, y el equipo que obtenga el liderato se asegura un puesto en la final del torneo. En total se desarrollarán 6 fechas de visita recíproca.
El conjunto campeón del torneo recibirá medio pase para jugar un repechaje por el ascenso a la Primera División. Sin embargo, si el club logra triunfar en los dos torneos no sería necesaria una final, proclamándose ascendido automáticamente.

## Torneo de Apertura

### Fase de clasificación

#### Grupo A
| Pos. | Equipo               | Pts. | PJ | PG | PE | PP | GF | GC | Dif. |
| ---- | -------------------- | ---- | -- | -- | -- | -- | -- | -- | ---- |
| 1.º  | Cartagena            | 34   | 14 | 11 | 1  | 2  | 30 | 12 | 18   |
| 2.º  | Ramonense            | 33   | 14 | 10 | 3  | 1  | 24 | 11 | 13   |
| 3.º  | Alfaro Ruiz          | 27   | 14 | 8  | 3  | 3  | 38 | 20 | 18   |
| 4.º  | Grecia               | 23   | 14 | 7  | 2  | 5  | 26 | 17 | 9    |
| 5.º  | Guanacasteca         | 15   | 14 | 4  | 3  | 7  | 15 | 19 | −4   |
| 6.º  | Municipal Puntarenas | 13   | 14 | 3  | 4  | 7  | 12 | 24 | −12  |
| 7.º  | Parrita              | 10   | 14 | 2  | 4  | 8  | 13 | 20 | −7   |
| 8.º  | Naranjeña            | 3    | 14 | 1  | 0  | 13 | 13 | 48 | −35  |

|  | Clasifica a la cuadrangular                    |
|  | Clasifica a la cuadrangular como mejor tercero |

#### Grupo B
| Pos. | Equipo          | Pts. | PJ | PG | PE | PP | GF | GC | Dif. |
| ---- | --------------- | ---- | -- | -- | -- | -- | -- | -- | ---- |
| 1.º  | Belén           | 33   | 14 | 10 | 3  | 1  | 32 | 16 | 16   |
| 2.º  | Uruguay         | 25   | 14 | 8  | 1  | 5  | 27 | 17 | 10   |
| 3.º  | Barrealeña      | 22   | 14 | 7  | 1  | 6  | 21 | 19 | 2    |
| 4.º  | Sagrada Familia | 15   | 13 | 4  | 3  | 6  | 15 | 24 | −9   |
| 5.º  | Coto Brus       | 14   | 14 | 4  | 2  | 8  | 23 | 25 | −2   |
| 6.º  | El Roble        | 13   | 14 | 4  | 1  | 9  | 16 | 32 | −16  |
| 7.º  | Puriscal        | 6    | 13 | 2  | 0  | 11 | 17 | 35 | −18  |

|  | Clasifica a la cuadrangular                    |
|  | Clasifica a la cuadrangular como mejor tercero |

#### Grupo C
| Pos. | Equipo              | Pts. | PJ | PG | PE | PP | GF | GC | Dif. |
| ---- | ------------------- | ---- | -- | -- | -- | -- | -- | -- | ---- |
| 1.º  | Barrio México       | 27   | 14 | 8  | 3  | 3  | 28 | 20 | 8    |
| 2.º  | Univ. de Costa Rica | 26   | 14 | 7  | 5  | 2  | 22 | 11 | 11   |
| 3.º  | Limonense           | 24   | 14 | 6  | 6  | 2  | 31 | 22 | 9    |
| 4.º  | Saprissa de Corazón | 24   | 14 | 6  | 6  | 2  | 20 | 12 | 8    |
| 5.º  | Cariari             | 17   | 14 | 4  | 5  | 5  | 24 | 23 | 1    |
| 6.º  | Turrialba           | 12   | 14 | 2  | 6  | 6  | 23 | 27 | −4   |
| 7.º  | Paraíso             | 9    | 14 | 1  | 6  | 7  | 14 | 30 | −16  |

|  | Clasifica a la cuadrangular                    |
|  | Clasifica a la cuadrangular como mejor tercero |

### Fase cuadrangular

#### Cuadrangular 1
| Pos. | Equipo              | Pts. | PJ | PG | PE | PP | GF | GC | Dif. |
| ---- | ------------------- | ---- | -- | -- | -- | -- | -- | -- | ---- |
| 1.º  | Univ. de Costa Rica | 11   | 6  | 3  | 2  | 1  | 12 | 8  | 4    |
| 2.º  | Cartagena           | 9    | 6  | 3  | 0  | 3  | 10 | 12 | −2   |
| 3.º  | Alfaro Ruiz         | 7    | 6  | 2  | 1  | 3  | 10 | 10 | 0    |
| 4.º  | Uruguay             | 7    | 6  | 2  | 1  | 3  | 10 | 13 | −3   |

|  | Clasifica a la final |

#### Cuadrangular 2
| Pos. | Equipo        | Pts. | PJ | PG | PE | PP | GF | GC | Dif. |
| ---- | ------------- | ---- | -- | -- | -- | -- | -- | -- | ---- |
| 1.º  | Barrio México | 12   | 6  | 4  | 0  | 2  | 9  | 6  | 3    |
| 2.º  | Belén         | 12   | 6  | 4  | 0  | 2  | 9  | 8  | 1    |
| 3.º  | Limonense     | 6    | 5  | 2  | 0  | 3  | 5  | 5  | 0    |
| 4.º  | Ramonense     | 3    | 5  | 1  | 0  | 4  | 2  | 6  | −4   |

|  | Clasifica a la final |

### Final

#### Barrio México - Universidad de Costa Rica
| 17 de diciembre de 2006, 15:00 | Universidad de Costa Rica | 1:1 (0:1) | Barrio México          | Estadio Ecológico, Montes de Oca, San José |                           |
|                                | Elmer Umaña 88'           | Reporte   | - Freddy Gutiérrez 19' | Árbitro(s): Jeffrey Solís                  | Árbitro(s): Jeffrey Solís |

| 23 de diciembre de 2006, 14:00 | Barrio México     | 1:3 (0:2) (Global 2:3) | Universidad de Costa Rica                                       | Estadio Nacional, San José |                       |
|                                | Jeffery Solís 84' | Reporte                | - Javier Mezerville 30' - Alonso Hilarión 40' - Elmer Umaña 77' | Árbitro(s): Hugo Cruz      | Árbitro(s): Hugo Cruz |

## Torneo de Clausura

### Fase de clasificación

#### Grupo A
| Pos. | Equipo               | Pts. | PJ | PG | PE | PP | GF | GC | Dif. |
| ---- | -------------------- | ---- | -- | -- | -- | -- | -- | -- | ---- |
| 1.º  | Cartagena            | 24   | 14 | 6  | 6  | 2  | 18 | 12 | 6    |
| 2.º  | Naranjeña            | 24   | 14 | 6  | 6  | 2  | 20 | 13 | 7    |
| 3.º  | Guanacasteca         | 23   | 14 | 6  | 5  | 3  | 16 | 12 | 4    |
| 4.º  | Ramonense            | 21   | 14 | 5  | 6  | 3  | 12 | 11 | 1    |
| 5.º  | Alfaro Ruiz          | 16   | 14 | 3  | 7  | 4  | 17 | 14 | 3    |
| 6.º  | Municipal Puntarenas | 14   | 14 | 4  | 2  | 8  | 17 | 23 | −6   |
| 7.º  | Grecia               | 15   | 14 | 4  | 3  | 7  | 16 | 16 | 0    |
| 8.º  | Parrita              | 12   | 14 | 3  | 3  | 8  | 9  | 24 | −15  |

|  | Clasifica a la cuadrangular                    |
|  | Clasifica a la cuadrangular como mejor tercero |

#### Grupo B
| Pos. | Equipo          | Pts. | PJ | PG | PE | PP | GF | GC | Dif. |
| ---- | --------------- | ---- | -- | -- | -- | -- | -- | -- | ---- |
| 1.º  | Uruguay         | 26   | 14 | 8  | 2  | 4  | 25 | 23 | 2    |
| 2.º  | Belén           | 22   | 14 | 6  | 4  | 4  | 26 | 20 | 6    |
| 3.º  | El Roble        | 17   | 14 | 5  | 2  | 7  | 22 | 19 | 3    |
| 4.º  | Coto Brus       | 16   | 14 | 3  | 7  | 4  | 18 | 20 | −2   |
| 5.º  | Barrealeña      | 16   | 14 | 5  | 1  | 8  | 18 | 22 | −4   |
| 6.º  | Sagrada Familia | 13   | 14 | 3  | 4  | 7  | 11 | 22 | −11  |
| 7.º  | Puriscal        | 12   | 14 | 3  | 3  | 8  | 13 | 25 | −12  |

|  | Clasifica a la cuadrangular                    |
|  | Clasifica a la cuadrangular como mejor tercero |

#### Grupo C
| Pos. | Equipo              | Pts. | PJ | PG | PE | PP | GF | GC | Dif. |
| ---- | ------------------- | ---- | -- | -- | -- | -- | -- | -- | ---- |
| 1.º  | Turrialba           | 29   | 14 | 9  | 2  | 3  | 22 | 10 | 12   |
| 2.º  | Univ. de Costa Rica | 28   | 14 | 8  | 4  | 2  | 25 | 11 | 14   |
| 3.º  | Cariari             | 24   | 14 | 6  | 6  | 2  | 27 | 18 | 9    |
| 4.º  | Saprissa de Corazón | 19   | 14 | 4  | 7  | 3  | 20 | 15 | 5    |
| 5.º  | Barrio México       | 17   | 14 | 4  | 5  | 5  | 15 | 16 | −1   |
| 6.º  | Paraíso             | 14   | 14 | 3  | 5  | 6  | 14 | 20 | −6   |
| 7.º  | Limonense           | 13   | 14 | 3  | 4  | 7  | 15 | 30 | −15  |

|  | Clasifica a la cuadrangular                    |
|  | Clasifica a la cuadrangular como mejor tercero |

### Fase cuadrangular

#### Cuadrangular 1
| Pos. | Equipo              | Pts. | PJ | PG | PE | PP | GF | GC | Dif. |
| ---- | ------------------- | ---- | -- | -- | -- | -- | -- | -- | ---- |
| 1.º  | Univ. de Costa Rica | 9    | 6  | 2  | 3  | 1  | 10 | 8  | 2    |
| 2.º  | Cariari             | 9    | 6  | 2  | 3  | 1  | 10 | 11 | −1   |
| 3.º  | Belén               | 8    | 6  | 1  | 5  | 0  | 14 | 9  | 5    |
| 4.º  | Cartagena           | 3    | 6  | 0  | 3  | 3  | 4  | 10 | −6   |

|  | Clasifica a la final |

#### Cuadrangular 2
| Pos. | Equipo       | Pts. | PJ | PG | PE | PP | GF | GC | Dif. |
| ---- | ------------ | ---- | -- | -- | -- | -- | -- | -- | ---- |
| 1.º  | Guanacasteca | 13   | 6  | 4  | 1  | 1  | 10 | 4  | 6    |
| 2.º  | Uruguay      | 10   | 6  | 3  | 1  | 2  | 10 | 11 | −1   |
| 3.º  | Naranjeña    | 6    | 6  | 2  | 0  | 4  | 9  | 12 | −3   |
| 4.º  | Turrialba    | 5    | 6  | 1  | 2  | 3  | 6  | 8  | −2   |

|  | Clasifica a la final |

### Final

#### Universidad de Costa Rica - Guanacasteca
| 12 de mayo de 2007, 20:00 | Guanacasteca                                    | 2:0 (0:0) | Universidad de Costa Rica | Estadio Chorotega, Guanacaste    |                                  |
|                           | - José Alemán 55' - Carlos Rodríguez 63' (pen.) | Reporte   |                           | Árbitro(s): Luis Fernando Cortés | Árbitro(s): Luis Fernando Cortés |

| 20 de mayo de 2007, 11:00 | Universidad de Costa Rica                                                | 3:0 (2:0) (Global 3:2) | Guanacasteca | Estadio Ecológico, Montes de Oca, San José |                           |
|                           | - Kareem McLean 29' - Sebastián Cartagena 42' (a.g.) - Lucas Carrera 50' | Reporte                |              | Árbitro(s): Randall López                  | Árbitro(s): Randall López |

|                                   |
| Campeón Universidad de Costa Rica |
| 2.do título                       |

## Estadísticas

### Tabla de goleadores
Lista con los máximos anotadores de la temporada.
| Pos. | Jugador         | Equipo    | Goles |
| ---- | --------------- | --------- | ----- |
| 1.º  | Carlos Barahona | Naranjeña | 21    |